# Гауптман, Герхарт
Герхарт Иоганн Роберт Гауптман (нем. Gerhart Johann Robert Hauptmann; 15 ноября 1862, Оберзальцбрунн — 6 июня 1946, Агнетендорф) — немецкий драматург. Лауреат Нобелевской премии по литературе за 1912 год.

## Жизнь и творчество
Родился в Нижней Силезии в семье владельца гостиницы Роберта Гауптмана и его супруги Марии. У Герхарта было два старших брата — Георг и Карл — и старшая сестра Иоганна. В детстве Герхарт прослыл большим фантазёром. Сначала учился в деревенской школе, затем с большим трудом поступил в реальное училище в Бреслау. Учёба во Вроцлаве давалась Герхарту нелегко: он проживал в ученическом пансионе и медленно привыкал к строгим прусским порядкам в школе. Нежелание учиться и многочисленные пропуски занятий по болезни привели к тому, что Гауптмана оставили на второй год. Постепенно Гауптман стал адаптироваться и пользовался своим пребыванием в Бреслау, чтобы посещать театр. Весной 1878 года Гауптман покинул Бреслау и переехал в поместье своего дяди Густава Шуберта в Лониге, чтобы учиться сельскому труду, но спустя полтора года прервал обучение по состоянию здоровья.
Там же, в Бреслау, Гауптман познакомился с Йозефом Блоком. Позже поступил в Йенский университет. 1883—1884 годы провёл в Италии. В мае 1885 года женился и занялся литературным творчеством.
Первая драма его «Тиверий» — довольно шаблонное произведение в староромантическом вкусе, равно как и поэма «Удел прометидов». Но вскоре из Гауптмана выработался писатель-натуралист. Первым опытом в этом новом направлении была повесть «Стрелочник Тиль» («Bahnwärter Thiel»). Затем он написал драму «Перед восходом Солнца» и отдал её дирекции «Вольной сцены», только что организованной в Берлине кружком литераторов. Пьеса была представлена в 1889 году и своим крайне «дерзким» реализмом подняла в печати целую бурю.
Гауптман является здесь учеником Ибсена, хотя ещё незрелым, но уже с проблесками сильного, самобытного таланта. В том же 1889 году появляется вторая пьеса Гауптмана, «Праздник мира» («Das Friedensfest»), в которой он окончательно выступает на путь сознательного натурализма и делает смелую попытку к созданию нового драматического стиля.
Известность Гауптмана упрочивается, а серьёзная критика признаёт его талант только после постановки двух следующих пьес: драмы «Одинокие» («Einsame Menschen», 1890) и комедии «Наш товарищ Крамптон» («College Crampton», 1891); последняя пьеса — одна из самых весёлых и умных во всей новейшей немецкой литературе. В «Одиноких» Гауптман обнаружил некоторую близость к взглядам Льва Толстого на брак.
Крупным произведением Гауптмана является драматическая поэма «Ткачи» (1892), мастерски изображающая экономическое положение силезских рабочих. Кроме драм, Гауптман написал ещё несколько рассказов («Der Apostel» и ряд других). Гауптман талантливее и глубже Зудерманна, а в способе разработки своих сюжетов гораздо детальнее и смелее Ибсена. Индивидуализация лиц посредством оттенков речи доведена у него до высокой степени совершенства.
За 15 лет Гауптман стал во главе современной немецкой драмы. Начав с натурализма в духе Золя, с проблемы наследственности в своих ранних вещах («Vor Sonnenaufgang», «Friedensfest»), Гауптман в дальнейшем своём творчестве ставил себе разнообразные задачи. От натуралистических драм, описывающих трагизм среды, он перешёл к психологии личности в борьбе со средой. На этом построены его «Einsame Leute», где изображаются типы переходного времени, когда личность, познав свои права, ещё недостаточно окрепла, чтобы утвердиться в них. Большое общественное значение имеет его драма «Die Weber» (1892), где на фоне мятежа голодных ткачей рисуется страшная картина человеческого горя. Основной мотив всей драмы выражен в заключительных словах: «У каждого человека должна быть мечта» («Jeder muss halt a Sehnsucht haben»). Она очень интересна по технике: героем её является толпа, состав которой изменяется в каждом действии.
В дальнейшем творчестве Гауптмана пьесы реалистического содержания чередуются со сказочными, фантастическими драмами. В «Ганнеле» («Hannele’s Himmelfahrt», 1892) Гауптман с большим успехом объединяет изображение самой грубой действительности — жизни в ночлежном приюте — с фантастическим миром грёз, расцветающих в душе затравленной умирающей девочки. Контрастами внешнего уродства жизни с красотой скрытого духовного мира эта драма производит неотразимое впечатление. К разряду реалистических драм Гауптмана относятся историческая драма «Флориан Гайер» (1895), «Михаил Крамер» (1901), «Возчик Геншель» (1898), народные фарсы «Бобровая шуба», «Красный петух», «Шлук и Яу» и новейшая его драма «Роза Бернт» (1903). В каждой из этих драм идеалистические стремления духа противопоставляются принижающей правде жизненных обстоятельств и человеческих страстей.

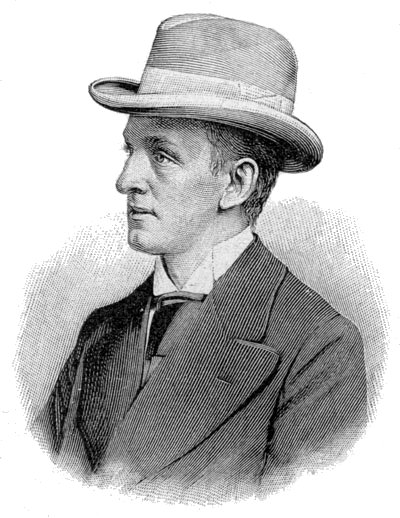
Герхарт Иоганн Роберт Гауптман

В «Флориане Гейере» Гауптман сделал попытку возродить историческую хронику. «Бобровая шуба», «Красный петух», «Шлук и Яу», по силе юмора и меткому натуралистическому изображению рабочего класса, без всякой идеализации, чрезвычайно жизненны и художественны. В «Розе Бернт» опять выступает вопрос о личности, которая погибает, когда индивидуальная совесть становится объектом человеческого суда. Все эти драмы вполне реальны по манере письма, но все проникнуты стремлением отразить идеалистические порывы духа: в этом сила Гауптмана, который и в общественных драмах, и в психологических, изображающих личность в борьбе со средой, никогда не ограничивается житейской стороной конфликтов, а всегда чутко прислушивается к голосу духа. Наряду с реалистом в Гауптмане высоко стоит поэт, чутко воссоздающий атмосферу национальных сказок и преданий в стихотворных драмах: «Потонувший колокол» (1896) и «Бедный Генрих» (1903). «Потонувший колокол» — трагедия идеалиста, скованного жалостью к земному, но стремящегося ввысь. «Бедный Генрих» — переработка старинного немецкого предания о прокажённом, исцелённом самоотверженной любовью девушки. Дух поэтичного старинного предания превосходно сохранён в драме. Таким образом, основная черта Гауптмана — сочетание натуралистических приёмов, близости к жизни и её непосредственным интересам, сочувствия человеческим страданиям, с глубоким идеализмом, с верой в дух человеческий, который ставит себе всё более и более высокие цели.
В духе иррационализма написаны драмы «Зимняя баллада» (1917), «Белый спаситель» (1920), «Индиподи» (1920); романы «Юродивый Эмануэль Квинт» (1910), «Остров великой матери» (1928). Проза Гауптмана, за исключением романа «Еретик из Соаны» (1918, русский перевод — 1920), содержащего обличение ханжеской морали, уступает по художественной силе его драматургии. В позднем творчестве Гауптмана выделяется драма «Перед заходом солнца» (1932), в которой звучат социально-критические мотивы. В период господства фашизма в Германии Гауптман отошёл от современных тем. Написал автобиографический роман «Приключение моей юности» (1937), драматическую тетралогию на сюжет греческой легенды об Атридах (1941—1944). Поэма «Великий сон» свидетельствовала о враждебности Гауптмана по отношению к нацизму. После крушения гитлеровского режима Гауптман был избран почётным председателем организации демократической интеллигенции «Культурбунд».
Роман Гауптмана «Атлантида», написанный в 1912 году, стал основой для датского немого фильма с этим же названием. Роман был написан за один месяц до катастрофы «Титаника», а фильм 1913 года вышел меньше чем через год после событий. Сюжетная линия романа и фильма включала в себя романтику на борту обречённого океанского лайнера, и сходство с катастрофой было очевидным. Это случайное совпадение вызвало скандал. В Норвегии фильм был запрещён. Тем не менее, впечатлённый возможностями нового вида искусства — кинематографа, Гауптман написал несколько сценариев, впрочем, ни один из которых экранизирован так и не был.

## Произведения
Романы
- Юродивый Эмануэль Квинт (1910)
- Атлантида (1912)
- Призрак (1923)
- Ванда, демон (1926)
- Остров великой Матери (1925)

Пьесы
- «Перед восходом солнца» (Vor Sonnenaufgang), 1889;
- «Праздник мира» (Das Friedenfest), 1890;
- «Одинокие» (Einsame Menschen), 1891;
- «Ткачи» (Die Weber), 1892;
- «Коллега Крамптон» (College Crampton), 1892;
- «Бобровая шуба» (Der Biberpelz) 1893;
- «Ганнеле» (Hanneles Himmelfahrt), 1893;
- «Флориан Гейер» (Florian Geyer), 1896;
- «Эльга» (Elga), 1896;
- «Потонувший колокол» (Die versunkene Glocke), 1896;
- «Извозчик Геншель» (Fuhrmann Henschel), 1898;
- «Шлюк и Яу» (Schluck und Jau), 1900;
- «Михаэль Крамер» (Michael Kramer), 1900;
- «Красный петух» (Der rote Hahn), 1901;
- «Бедный Генрих» (Der arme Heinrich), 1902;
- «Роза Бернд» (Rosa Bernd), 1903;
- «Девы из Бишофсберга» (Die Jungfern von Bischofsberg), 1905 (вышла в 1907);
- «А Пиппа пляшет» (Und Pippa tanzt), 1906;
- «Заложница Карла Великого» (Kaiser Karls Geisel), 1908;
- «Крысы» (Die Ratten), 1911;
- «Зимняя баллада», 1917;
- «Белый спаситель», 1920;
- «Индиподи», 1920;
- «Перед заходом солнца» (Vor Sonnenuntergang), 1932;
- «Гамлет в Виттенберге» (Hamlet im Wittenberg), 1935;
- «Ульрих фон Лихтенштайн» (Ulrich von Lichtenstein), 1937;
- «Дочь собора» (Die Tochter der Kathedrale), 1938;
- Драматическая тетралогия об Атридах (1941—44);
  - «Ифигения в Авлиде» (Iphigenie in Aulis), 1944;
  - «Смерть Агамемнона» (Agamemnons Tod), 1942;
  - «Электра» (Elektra), 1944;
  - «Ифигения в Дельфах» (Iphigenie in Delphi), 1941.

Другое
- «Беседы с Гауптманом» (Gespräche mit Hauptmann), 1932 — записал и составил Йозеф Шапиро

## Память о Г. Гауптмане
- Музей Герхарта Гауптмана открыт в Эркнере, где поэт жил с 1885 по 1889 год.
- В честь героинь пьес Гауптмана «А Пиппа пляшет», «Бедный Генрих» и «Заложница Карла Великого» названы открытый в 1907 году астероид (648) Пиппа, открытый в 1908 году (670) Оттегебе и открытый в 1909 году (686) Герзуйнд соответственно.